# سی‌اچ‌سی ایرویز
سی‌اچ‌سی ایرویز (به انگلیسی: CHC Airways) یک شرکت هواپیمایی با کد یاتا AW است که در تاریخ ۱۹۴۵ میلادی تأسیس شده است.
دفتر مرکزی سی‌اچ‌سی ایرویز در هلند واقع شده‌است و قطب این شرکت هواپیمایی در فرودگاه اسخیپول آمستردام قرار دارد.